# Endless (chanson d'Inna)
Pour les articles homonymes, voir Endless.
Singles par Inna
Un Momento
(2011) WOW
(2012)
Endless est une chanson de l’artiste roumaine Inna. Elle a été publiée en tant que quatrième single extrait de son deuxième album studio, intitulé I Am the Club Rocker, le 25 novembre 2011. La chanson a été écrite et produite par Play & Win (de leur véritables noms Sebastian Barac, Marcel Botezan et Radu Bolfea), le groupe de producteurs et manageurs de longue date d’Inna. La chanteuse a dévoilé le morceau sur sa chaîne YouTube, accompagné par un clip promotionnel incluant les titres Put Your Hands Up et WOW, deux semaines avant la sortie de l’album. Dès sa parution, Endless a été nommé comme étant un « point culminant » sur l’opus. Il s’agit d’une chanson d’amour dans laquelle Inna se questionne sur son penchant amoureux, comme le surligne la phrase « Can you bring the sun in my life? » durant le refrain. Sur Facebook, l’interprète avait demandé à ses fans s’ils souhaitaient que ce morceau soit le prochain single issu de l’album. Finalement, 10 000 personnes sur 15 000 ont décidé d’élire Endless (plus de 75 % au total).

## Développement
Endless a été écrite, produite et arrangée par Sebastian Barac, Marcel Botezan et Radu Bolfea, les producteurs de longue date d’Inna, qui s’identifient eux-mêmes comme Play & Win. La chanson a été enregistrée aux studios Play & Win, à Bucarest en Roumanie, et arrangée musicalement à Constanţa. C’est une chanson d’amour de type downtempo qui combine plusieurs style dont l’euro-NRG, l’europop et la dance-pop. Endless a été dévoilé pour la première fois le 5 septembre 2011 sur YouTube, soit deux semaines avant la parution de l’album.

## Clip vidéo
Le clip vidéo est tourné en novembre 2011 par Alex Herron à Bucarest en Roumanie. La vidéo est en ligne sur la chaine officielle de Inna sur Youtube ainsi que sur son compte Facebook le 22 novembre 2011. La vidéo milite contre les violences conjugales faites au femmes.

## Collaborations
- Play & Win – arrangement, coproduction, Choriste et écriture
- Inna - voix
- The Marker - guitare

## Liste des pistes
Endless (Official Remixes)
1. "Endless (Radio Edit Version)" - 3:14
2. "Endless (Pulphouse Remix)" - 4:50
3. "Endless (Audiodish Remix)" - 5:54
4. "Endless (Diakar Remixxx)" - 4:00
5. "Endless (DJ Turle & Beenie Becker Remix)" - 4:33
6. "Endless (Pat Farell Remix)" - 5:31
7. "Endless (Phonk d'or Remix)" - 4:26
8. "Endless (Pulserockers Remix)" - 5:04
9. "Endless (Slickers Remix)" - 4:06
10. "Endless (Speak One Reworked Radio Edit)" - 3:28
11. "Endless (Speak One Reworked Club Remix)" - 5:30
12. "Endless (The Thin Red Men Remix)" - 5:30
13. "Endless (Yvan Kay Next Gen Radio Edit)" - 3:56
14. "Endless (Yvan Kay Next Gen Club Remix)" - 4:56
15. "Endless (Yvan Kay Factory Remix)" - 4:54
16. "Endless (Yvan Kay The Rock Rules Remix)" - 3:37
17. "Endless (Zampa Remix)" - 6:31
18. "Endless (Zampa Tools Remix)" - 6:05
19. "Endless (Timmy Rise & Barrington Lawrence Remix)" - 5:59
20. "Endless (Ramy BlaZin Remix)" - 6:44
21. "Endless (Adi Sina Remix)" - 5:41
22. "Endless (LuKone Radio Edit)" - 3:36
23. "Endless (LuKone Club Remix)" - 6:15

## Classement par pays
| Classement (2011-2012)                  | Meilleure position |
| --------------------------------------- | ------------------ |
| Belgique (Wallonie Ultratop 50 Singles) | 22                 |
| Tchéquie (IFPI Rádio)                   | 51                 |
| Roumanie (Romanian Top 100)             | 5                  |
| Russie (NFPP)                           | 180                |
| Slovaquie (IFPI Rádio)                  | 9                  |

## Historique de sortie
| Pays        | Date             | Format                 | Label          |
| ----------- | ---------------- | ---------------------- | -------------- |
| Roumanie    | 25 novembre 2011 | Téléchargement digital | Roton Romania  |
| Royaume-Uni | 8 juillet 2012   | Téléchargement digital | 3 Beat Records |